# Питсберт (Охајо)
Питсберт (енгл. Pitsburg) град је у америчкој савезној држави Охајо.

## Демографија
По попису из 2010. године број становника је 388, што је 4 (-1,0%) становника мање него 2000. године.
| Група             | 2000.       | 2010.       |
| Белци             | 384 (98,0%) | 383 (98,7%) |
| Афроамериканци    | 0 (0,0%)    | 0 (0,0%)    |
| Азијати           | 0 (0,0%)    | 4 (1,0%)    |
| Хиспаноамериканци | 2 (0,5%)    | 0 (0,0%)    |
| Укупно            | 392         | 388         |